# ジャスミン (エンジェルの登場人物)
ジャスミン（Jasmine）は、テレビドラマ『エンジェル』に登場する架空のキャラクター。演じた俳優は『クレオパトラ』などに出演したジーナ・トーレス。

## 出生
- コーディリア・チェイスとコナーの娘として誕生する。生まれたときから大人の黒人女性の姿をしている。絶大なカリスマ性を持ち、大勢の人々の信仰の対象になる。

## 正体
- 腐肉でできた肉体を持つ食人癖のあるモンスター。
- 元はコーディリアの肉体に寄生した宇宙生物。

## 関連する人物
コーディリア・チェイス
ジャスミンの母親。
コナー
ジャスミンの父親。エンジェルとダーラの息子。
エンジェル
ジャスミンの祖父。
スキップ
コーディリアを上位的存在に仕立てた悪魔。